# Герб Баркавской волости
Герб Ба́ркавской во́лости (латыш. Barkavas pagasta ģerbonis) — официальный символ Баркавской волости Мадонского края Латвии с 22 ноября 2018 года.

## История
В январе 2018 года правление Баркавской волости провело анкетный опрос, в котором предлагалось высказать мнение и идеи по выбору подходящей символики для герба волости. На основе собранных предложений был разработан макет герба, отправленный затем на оценку Государственной Геральдической комиссии.
В соответствии с шестой статьёй Гербового закона, 15 ноября 2018 года Министерство культуры приняло решение о регистрации герба Баркавской волости и внесло информацию о нём в Гербовый регистр. 16 ноября 2018 года Министерство культуры издало уведомление о регистрации герба. 22 ноября 2018 года сообщение о регистрации герба было опубликовано в официальном издании Латвийской Республики «Латвияс вестнесис».

## Описание
На красном щите три нисходящих линией влево серебряных дубовых жёлудя.